# Aladin (film, 1992)
Aladin (v anglickém originále Aladdin) je americká animovaná filmová pohádka z roku 1992. Jedná se v pořadí o 31. animovaný film z takzvané animované klasiky Walta Disneye. Režii snímku provedli John Musker a Ron Clements. Hudbu složil Alan Menken, který za ni získal celkem dva Zlaté glóby i dva Oscary v kategoriích nejlepší hudba a nejlepší píseň.
Děj vychází z klasické pohádkové předlohy stejnojmenné pohádky Tisíc a jedna noc, nicméně je disneyovsky upraven.

## Obsazení
| Postava | Originální verze                          | České znění        |
| ------- | ----------------------------------------- | ------------------ |
| Aladin  | Scott Weinger (dialogy) Brad Kane (zpěv)  | Jiří Langmajer     |
| Jasmína | Linda Larkin (dialogy) Lea Salonga (zpěv) | Sabina Laurinová   |
| Džin    | Robin Williams                            | Otakar Brousek ml. |
| Sultán  | Douglas Seale                             | Jiří Holý          |
| Džafar  | Jonathan Freeman                          | Bohumil Švarc      |
| Jago    | Gilbert Gottfried                         | Jiří Prager        |